# 環球黃頁
環球黃頁有限公司，簡稱環球黃頁（英語：Global Yellow Pages Limited，SGX：Y07），在1967年由美國通用電話公司（威訊前身）在新加坡成立一家專門經營承印黃頁電話簿。前身為「黃頁(新加坡)有限公司」。
1974年被新加坡電訊局和美國通用電話公司收購，總部位於1 Lorong 2 Toa Payoh Yellow Pages Building Singapore 319637。股份在2004年12月9日於新加坡交易所主板上市，招股價為1.66坡元，發售股份為111,361,000股，集資額為185,000,000坡元。

## 連結
- YPS.com.sg （页面存档备份，存于）